# Walter Schiller
Walter Schiller (* 18. März 1920 in Hamburg; † 7. August 2008) war ein deutscher Grafikdesigner und Typograf und in der DDR Hochschullehrer. Als Mitbegründer der Leipziger Typografie-Schule beeinflusste er Generationen von Buchgestaltern in der DDR.

## Leben und Werk
Schiller machte 1938 das Abitur und war danach in einer graphischen Kunstanstalt Volontär als Lithograf, ehe er im selben Jahr ein Studium an der Akademie der bildenden Künste Wien begann. 1939 wurde zur Wehrmacht eingezogen, und er nahm am Zweiten Weltkrieg teil und war 1945 in Kriegsgefangenschaft. 
Von 1947 bis 1951 studierte er bei Max Schwimmer, Elisabeth Voigt und Oskar Zech an der Hochschule für Grafik und Buchkunst Leipzig (HGB). Von 1953 bis 1955 war er dort Aspirant. Nachdem Albert Kapr am 1. September 1955 an der HGB das Institut für Buchgestaltung (seit 1990 „Institut für Buchkunst“) gegründet hatte, war Schiller Sekretär Kaprs und bis 1964 Assistent bzw. Oberassistent und Dozent. Ab 1964 bis zur Emeritierung 1985 hatte er eine Professor für Typografie. Von 1968 bis 1973 leitete er die Abteilung und ab 1983 das Institut für Buchgestaltung. Danach konnte er noch einige Meisterschüler fachlich begleiten. Bei mehr als 50 Büchern, die im Wettbewerb Schönste Bücher der DDR ausgezeichnet wurden, schuf er die Typografie. Schiller entwarf u. a. auch Plakate und Theaterprospekte.  
1973 gab er mit Kapr im VEB Fachbuchverlag Leipzig das Buch Gestalt und Funktion der Typografie heraus. Es galt in der DDR als Fibel für Schriftsetzer und Typografen. Seiner Arbeitsweise, mit Schere und Bleistiftzeichnung zu entwerfen, blieb er bis zuletzt treu, wenn auch inzwischen andere technische Mittel zur Verfügung standen. Er sah in der Gestaltung von Büchern einen Bereich des Künstlerischen. So formulierte er diese Bestimmung mit Kapr in seinem Standardwerk: „Die Einführung neuer Setztechniken und moderner Druckverfahren wird an dieser Tatsache nichts ändern. Eher wird sich durch die leistungsstarke Technik die Verantwortung des Typografen erhöhen, die Verantwortlichkeit für die ästhetische und zweckmäßige Anwendung der Typografie.“
Die Kunsthistorikerin Anneliese Hübscher (1932–2018) nannte als Ausweise für sein erfolgreiches Wirken eine unvorstellbare Arbeitsintensität und ein unbestechliches Qualitätsgefühl. Damit habe Schiller der HGB wieder zu einem guten Ruf verholfen, eine herausragende Schule für die die Buchkunst und Grafik zu werden.
Schiller war bis 1990 Mitglied des Verbands Bildender Künstler der DDR. Er war mehrere Jahre Mitglied dessen Zentraler Sektionsleitung Gebrauchsgrafik und ab 1978 des Bezirksvorstands Leipzig. Er war auf einer Vielzahl von Ausstellungen in der DDR und im Ausland vertreten, u. a. von 1958 bis 1988 auf allen Deutschen Kunstausstellungen bzw. Kunstausstellungen der DDR in Dresden. 
Studienreisen führten Schiller u. a. 1968 nach Kuba, 1974 nach London, 1976 nach Paris, mehrmals in die UdSSR, nach Ungarn und Polen und in die CSSR.
Auf den Leipziger TypoTagen 2005 trat Schiller als Gastredner auf. 
Er wurde auf dem Friedhof Kirch Rosin beigesetzt.
Sein Nachlass ist im Deutschen Buch- und Schriftmuseum in Leipzig zugänglich.

## Ehrungen (Auswahl)
- 1968: Gutenberg-Preis der Stadt Leipzig
- 1968: Verdienstorden der Volksrepublik Ungarn in Silber
- 1976: Preis der Biennale Brno
- 1976: Nationalpreis der DDR III. Klasse
- 1977: Goldmedaille der Internationalen Buchkunst-Ausstellung Leipzig
- 1982: Vaterländischer Verdienstorden in Bronze

## Darstellung Schillers in der bildenden Kunst
- Bernhard Heisig: Der Buchgestalter Prof. Schiller (Öl, 70 × 50 cm, um 1967)[4]

## Weitere Werke (Auswahl)

### Buchgestalterische Werke
- Heinrich Heine. Deutschland – ein Wintermärchen. Leipzig 1958
- 1764–1964 – Zweihundert Jahre Hochschule für Buchkunst Leipzig, Leipzig 1964
- Walter Dietze (Hrsg.): 333 Limericks. Edition Leipzig, 1977 (mit Illustrationen von Egbert Herfurth)
- Franz Fühmann: Die dampfenden Hälse der Pferde im Turm von Babel. Der Kinderbuchverlag Berlin, 1978
- Helmut Scherf: Thüringer Porzellan unter besonderer Berücksichtigung der Erzeugnisse des 18. u. frühen 19. Jahrhunderts. Leipzig 1980
- Heiner Vogel, Bilderbogen, Papiersoldat, Würfelspiel und Lebensrad – Volkstümliche Graphik für Kinder aus fünf Jahrhunderten, Leipzig 1981
- Walter Rheiner: Kokain. Lyrik. Prosa. Briefe. Mit Illustrationen von Conrad Felixmüller. Verlag Philipp Reclam. jun. Leipzig, 1985[5]
- Fünf Fabeln von Christian Fürchtegott Gellert und Abraham Gotthelf Kästner in fünf typographischen Bildern, Leipzig 1989

### Publizierter Essay
- Eng verbunden mit den Forderungen der Zeit. In: Bildende Kunst, Berlin, 1971, S. 93–99

## Ausstellungen seit der deutschen Wiedervereinigung
- 1991: Karlsruhe, Badische Landesbibliothek ("Typografie: Walter Schiller")
- 2006: Altenburg/Thür. , Lindenau-Museum ("Wortspalterei")